# Joseph Alexandre Jacques Durant de Mareuil
 (janvier 2021).
Si vous disposez d'ouvrages ou d'articles de référence ou si vous connaissez des sites web de qualité traitant du thème abordé ici, merci de compléter l'article en donnant les références utiles à sa vérifiabilité et en les liant à la section « Notes et références ».
Pour les articles homonymes, voir Durant.
Cet article possède des paronymes, voir Josep Duran et Joseph Durand.
Joseph Alexandre Jacques Durant de Mareuil, né à Paris le 6 novembre 1769 et mort à Aÿ (Marne) le 13 janvier 1855, est un diplomate et homme politique français.

## Biographie
Entré en diplomatie, il est secrétaire de la légation de France à Stuttgart. En 1793, il est envoyé à l'armée du Rhin comme adjoint du génie. De retour dans la diplomatie en 1794, il est premier secrétaire de légation à Copenhague, puis chef de la division politique du ministère des Relations extérieures en 1796. Il est ensuite ministre plénipotentiaire à Dresde, à Stuttgart et à Naples et il est fait baron de l'Empire en 1809. Rentré en France lors de la défection de Murat à Naples en 1815, il gère provisoirement le département des Affaires étrangères à la première Restauration.
Pendant les Cent-Jours, il est député de la Marne, élu dans l'arrondissement d'Épernay, du 15 mai au 13 juillet 1815. À la seconde Restauration, il devient conseiller d'État et il est envoyé comme ministre plénipotentiaire auprès du roi des Pays-Bas en 1820. Il est ensuite l'ambassadeur français à Washington de 1824 à 1827. Il est nommé pair de France en 1832 et reçoit le grand cordon de la Légion d'honneur en 1834. Devenu ambassadeur de France à Naples, il est brusquement rappelé  au bout de dix-huit mois pour un motif demeuré inconnu. Il se retire alors dans ses terres de Champagne où il meurt à l'âge de 85 ans.

## Vie privée
Joseph Alexandre Jacques Durant fut créé baron d'Empire sous le nom de Durant de Mareuil par lettres patentes du 24 février 1809 avec institution de majorat. Anobli par ordonnance du roi Louis XVIII du 6 janvier 1818 il est confirmé dans la possession héréditaire de son titre de baron par lettres patentes le 3 février de la même année. Autorisé à joindre régulièrement à son nom celui de Mareuil par ordonnance du 24 aout 1815 Joseph Alexandre Jacques Durant de Mareuil reçoit le titre héréditaire de comte par lettres patentes du roi Louis-Philippe du 14 avril 1846.
Vers 1810, il épouse à Stuttgart Christiane Caroline von Schott avec lequel il a 4 enfants :
- Julie, Caroline (1810-1889) - épouse Léopold Just Albrecht. Leur fille Gabrielle épouse Edmond de Ayala.
- Sophie, Justine (1811-1897) - épouse Richard James Hennessy
- Jean-Joseph Durant de Mareuil (1813-1897) - Ministre plénipotentiaires, conseiller général de la Marne - épouse Carlotta Garcia de Almeida fille de Tomás Xavier Garcia de Almeida (pt) (homme politique brésilien - Président des provinces de Sao Paulo.
- Raymond Alexandre Durant de Mareuil (1818-1887) - épouse Charlotte, Alexandrine Dannery.

## Distinctions
- Grand-croix de la Légion d'honneur